# Любовне гніздечко (фільм, 1923)
Любовне гніздечко (англ. The Love Nest) — американська німа кінокомедія 1923 року з Бастером Кітоном у головній ролі.

## Сюжет
Герой Кітона прощається з Віржінією і всіма жінками і пливе на своїй яхті «Амур». Коли у нього закінчується їжа і вода, він потрапляє на борт «Любовного гніздечка», яким управляє дуже прискіпливий капітан. Матрос, який пролив каву на руку капітана, був викинутий за борт. Так чинять з усіма, хто розсердить капітана.

## У ролях
- Бастер Кітон — Бастер
- Джо Робертс — капітан
- Вірджинія Фокс — дівчина